# Általános és határozott igeragozás
A magyar nyelv egyik jellemző sajátossága az általános és a határozott igeragozás, vagyis az alanyközpontú nézőpont megkülönböztetése az igerendszerben a tárgyközpontútól. Az előbbit, ami magára az alanyra helyezi a cselekvés fókuszát, szubjektívnak is nevezzük; a második ezzel szemben a cselekvés tárgyát tartja fontosabbnak, ezért ezt objektív nézőpontnak is hívjuk. Az igerendszerben ez a kettős nézőpont három szinten is megmutatkozik:
- a cselekvés vonatkoztatási rendszerében,
- az ige típusában és
- a ragozásban.

## A ragozás
Minden igének – az intranzitívek kivételével – lehet általános (alanyi), tehát szubjektív, vagy határozott (tárgyas), azaz objektív ragozása. Ha a tárgy egy személyes névmás, akkor a szubjektív kontextus csak az 1. és 2. személyt foglalhatja magába, mert a 3. személy se nem beszélő, se nem hallgató egy közlési folyamatban, ezért mint kívülálló az objektív szövegkapcsolathoz tartozik:
- hallasz engem, lát téged, fogadnak minket vagy várunk titeket.

Ezzel szemben:
- hallod őt, látják önmagukat, fogadják önt vagy várjuk önöket.

Ettől eltekintve a tárgyas ragozás határozott tárgynál nélkülözhetetlen. Határozott tárgyról akkor beszélünk, amikor az tulajdonnév, vagy a névelője határozott:
- 1. A gonosz boszorkány elvarázsolta Hófehérkét.
- 2. Hófehérke megette a mérgezett almát.

Az -ik-re végződő kérdő névmásoknak és a mutató névmásoknak szintén a tárgyas ragozás a vonzata:
- 3. Az almák közül melyiket ette meg Hófehérke?
- 4. Ezeket itt nem is látta?

Ezenkívül az igét tárgyas ragozásban kell használni, ha a tárgy mellékmondatként szerepel:
- 5. A törpék nem tudják, hogy Hófehérke még fel fog ébredni.

Ezzel szemben egy határozatlan tárgy a rendes, vagyis alanyi ragozást igényli. A tárgy akkor is határozatlannak számít, ha egy szokásos (nem -ik-re végződő) kérdőszóból vagy határozatlan névmásból áll:
- I. Hófehérke csak alszik.
- II. Előtte almát evett.

- - a. Sajnos egy mérgezettet választott.

- III. Kit siratnak a törpék?
- IV. Miért búsulnak?

- - b. Mert mást nem tehetnek.

## A vonatkoztatási rendszer
Az ikes igék szubjektív vonatkoztatási rendszere csak a magyar nyelvben létezik*. Mint ismeretes, az ide tartozó igéknek a megkülönböztető jele a kijelentő mód egyes szám 3. személyében az -ik rag, például fürdik. Ez a rag (és a ma már alig használt ikes ragozás) pusztán önhivatkozóvá teszi a cselekvést, ami ezáltal egyértelműen csak a kivitelező alanyra vonatkozhat.
A rendes, nem ikes igék a tárgyra vonatkoznak, vö. fürdet, vagyis valakit pl. kádban mosdat. Ez a hagyományosnak nevezhető objektív vonatkoztatási rendszer tehát csak annyiban különbözik a szubjektívtől, hogy mindennemű önhivatkozástól mentes. Példának kedvéért hasonlítsuk össze az eltör-t az eltörik-kel: Egy váza vagy eltörik, vagy valaki eltöri.
Ha egy ige csakis a szubjektív vonatkoztatási rendszeren belül, vagyis kizárólag mint ikes ige használatos, akkor ennek az oka szintén az önhivatkozás:
- vad: egy élőlény mint „tárgy”;

- vadász: az, aki űzi a vadat;

- vadászik: az a tevékenység, amit egyedül a vadász végezhet.

Ez az ige, mint ősi ikes ige, még intranzitív:
- A vadász vadra vadászik és nem „A vadász *vadat vadászik”.

Más ikes ige lehet már tranzitív is: Almát eszem (eszik).

## Szubjektív és objektív típusú igék
Akkor is, ha úgy vesszük, hogy az objektív vonatkoztatási rendszer egészében megfelel az indoeurópai nyelvek igehasználatának, még mindig különbséget kell tennünk maguk a szubjektív és objektív szempontú igék között. Egy objektív ige ugyanis mindig aktív értelmű, attól függetlenül, hogy melyik vonatkoztatási rendszerbe tartozik, mint például repít vagy mosakodik.
Az utóbbin látszik az is, hogy az objektív ikes igék értelemszerűen reflexívek, pedig sosincs kifejezett tárgyuk. Ez természetes, hiszen az önhivatkozás miatt a tárgyuk maga az alany, ezért hívjuk az ilyen igéket magyarul visszahatónak.
Egyébként is, a rendes objektív igék sem feltétlenül tranzitívek: Mit csinál a lányod? Tanít (mind a két ige objektív). Egy rendes objektív ige a -(t)at toldalék segítségével válhat műveltetővé is: csináltat. Ha ez egy ikes igével történik, akkor abból szenvedő alak lesz: születik.
Az objektív vonatkoztatási rendszeren belül egy intranzitív szubjektív igének többé-kevésbé passzív, történést kifejező jelentése van, pontosabban az igeneme ún. mediális, mint például a megmozdul vagy repül igének. Az utóbbi az előbb említett repít-nek a párja, mert ugyebár, amit repítenek, az repül.
Természetesen nem minden ilyen szubjektív ige intranzitív: A fiam fizikát tanul.

## Határozott (tárgyas) ragozás más nyelvekben
Ez a jelenség a baszk nyelvben is megtalálható, ahol két esetet ismernek: a Nor a tárgyatlan igék ragozására és a Nork a tárgyas igék ragozására.